# Nuggets: Original Artyfacts from the First Psychedelic Era, 1965-1968
Nuggets: Original Artyfacts from the First Psychedelic Era es un álbum recopilatorio de garage rock de la seguna mitad de los años 60 compilado por Jac Holzman, fundador de Elektra Records, con la asistencia de Lenny Kaye, quien luego sería guitarrista de Patti Smith. Juntos armaron un álbum doble con canciones de bandas de garage estadounidenses que fue lanzado en 1972 por Elektra Records y reeditado con diferente portada por Sire Records en 1976. Las notas internas del disco, escritas por Lenny Kaye, incluían una breve biografía de cada banda.

## Importancia del álbum
Las bandas incluidas en este compilado son consideradas como una influencia importante para el movimiento punk gracias al sonido crudo de grupos como The Electric Prunes, The Chocolates Watchband, The Sonics,o The 13th Floor Elevators, por lo cual se suele citar a este álbum como uno fundamental para entender el camino que llevó al surgimiento del punk. También marcó el comienzo de la apreciación seria del underground de los 60.
El álbum apareció en el puesto 196 de la lista de «los 500 mejores álbumes de todos los tiempos» publicada por la revista Rolling Stone y en el puesto ? de la lista de «los 200 mejores discos del siglo XX» publicada por la revista Rockdelux.

## Reediciones y secuelas
Aún a pesar de esto y de haber aclamado por la crítica, Nuggets tardó mucho tiempo en ser reeditado en CD. Recién en 1998 Rhino lo reeditó manteniendo el orden de las canciones y las notas internas intactas, pero en lugar de editarlo como un solo disco, puso el disco original junto con otros tres en un box set con 91 canciones más. Fiel al espíritu del compilado original, las nuevas canciones pertenecían también a oscuras bandas de garage.
El box set fue lo suficientemente exitoso como para que Rhino decidiera editar otro más también con cuatro discos llamado Nuggets, Vol. 2: Original Artyfacts From the British Empire & Beyond. Este segundo volumen, a diferencia del primero, no se concentraba en bandas de Estados Unidos sino que en su lugar era un compilado de canciones de bandas en su mayoría del Reino Unido como The Small Faces y The Pretty Things y de algunos otros países como Japón(The Mops), Brasil (Os Mutantes), Perú (We All Together) o Islandia (Thor's Hammer).
Rhino volvió a usar el nombre de Nuggets para otros dos compilados, Hallucinations: Psychedelic Pop Nuggets from the WEA Vaults y Come to the Sunshine: Soft Pop Nuggets from the WEA Vaults, y para otro box set de cuatro discos, Children of Nuggets: Original Artyfacts From The Second Psychedelic Era, 1976-1995. 
Muchos otros compilados siguieron el ejemplo de los Nuggets. La serie Pebbles, Rubble (20 volúmenes de psicodelia del Reino Unido editados en los 80s) y Back From The Grave. Por ende, podemos considerar a este primer compilado como la piedra basal para toda una industria de pequeños sellos discográficos dedicados a rescatar y reeditar oscuras bandas de los 60 que de otra manera habrían sido prácticamente olvidadas. Y aún hoy sigue ejerciendo influencia sobre muchos archivistas que buscan gemas ocultas de cada rincón del mundo para un público de dedicados coleccionistas.

## Lista de canciones

### Álbum original Elektra/Box set Rhino, disco uno
1. The Electric Prunes: "I Had Too Much to Dream (Last Night)" (Annette Tucker/Nancie Mantz) – 3:02
2. The Standells: "Dirty Water" (Ed Cobb) – 2:50
3. The Strangeloves: "Night Time" (Bob Feldman/Jerry Goldstein/Richard Gottehrer)– 2:35
4. The Knickerbockers: "Lies" (Beau Charles/Buddy Randell) – 2:46
5. The Vagrants: "Respect" (Otis Redding) – 2:17
6. Mouse: "A Public Execution" (Knox Henderson/Ronnie Weiss) – 3:02
7. The Blues Project: "No Time Like the Right Time" (Al Kooper) – 2:49
8. Shadows of Knight: "Oh Yeah" (Ellas McDaniel) – 2:51
9. The Seeds: "Pushin' Too Hard" (Richard Marsh) – 2:39
10. The Barbarians: "Moulty" (Barbara Baer/Douglas Morris/Eliot Greenberg/Robert Schwartz) – 2:37
11. The Remains: "Don't Look Back" (William McCord) – 2:45
12. The Magicians: "An Invitation to Cry" (Alan Gordon/James Woods) – 2:59
13. The Castaways: "Liar, Liar" (Dennis Craswell/Jim Donna) – 1:56
14. The 13th Floor Elevators: "You're Gonna Miss Me" (Roky Erickson) – 2:31
15. Count Five: "Psychotic Reaction" (Craig Atkinson/John Byrne/John Michalski/Kenn Ellner/Roy Chaney) – 3:09
16. The Leaves: "Hey Joe" (Billy Roberts) – 2:53
17. Michael & the Messengers: "Romeo & Juliet" (Bob Hamilton/Fred Gorman) – 2:02
18. The Cryan Shames: "Sugar and Spice" (Fred Nightingale) – 2:33
19. The Amboy Dukes: "Baby Please Don't Go" (Big Joe Williams) – 5:41
20. Blues Magoos: "Tobacco Road" (John D. Loudermilk) – 4:44
21. The Chocolate Watchband: "Let's Talk About Girls" (Manny Freiser) – 2:45
22. The Mojo Men: "Sit Down, I Think I Love You" (Stephen Stills) – 2:25
23. The Third Rail: "Run, Run, Run" (Arthur Resnick/Joey Levine/Kris Resnick) – 1:57
24. Sagittarius: "My World Fell Down" (Geoff Stephens/John Shakespeare) – 3:52
25. The Nazz: "Open My Eyes" (Todd Rundgren) – 2:47
26. The Premiers: "Farmer John" (Dewey Terry/Don Harris) – 2:29
27. The Magic Mushrooms: "It's-a-Happening" (David Rice/Sonny Casella) – 2:47

### Box set Rhino, disco dos
1. The Music Machine: "Talk Talk"
2. The Del-Vetts: "Last Time Around"
3. The Human Beinz: "Nobody but Me"
4. Kenny & the Kasuals: "Journey to Tyme"
5. The Sparkles: "No Friend of Mine"
6. The Turtles: "Outside Chance"
7. The Litter: "Action Woman"
8. The Elastik Band: "Spazz"
9. The Chocolate Watchband: "Sweet Young Thing"
10. Strawberry Alarm Clock: "Incense and Peppermints"
11. The Brogues: "I Ain't No Miracle Worker"
12. Love: "7 and 7 Is"
13. The Outsiders: "Time Won't Let Me"
14. The Squires: "Going All the Way"
15. The Shadows of Knight: "I'm Gonna Make You Mine"
16. Kim Fowley: "The Trip"
17. The Seeds: "Can't Seem to Make You Mine"
18. The Remains: "Why Do I Cry"
19. The Beau Brummels: "Laugh, Laugh"
20. The Nightcrawlers: "The Little Black Egg"
21. The Gants: "I Wonder"
22. The Five Americans: "I See the Light"
23. The Woolies: "Who Do You Love"
24. Swingin' Medallions: "Double Shot (Of My Baby's Love)"
25. The Merry-Go-Round: "Live"
26. Paul Revere & the Raiders: "Steppin' Out"
27. Captain Beefheart & His Magic Band: "Diddy Wah Diddy"
28. The Sonics: "Strychnine"
29. Syndicate of Sound: "Little Girl"
30. Blues Magoos: "(We Ain't Got) Nothin' Yet"
31. Max Frost and The Troopers: "Shape of Things to Come"

### Box set Rhino, disco tres
1. The Hombres: "Let It Out (Let It All Hang Out)"
2. The Golliwogs: "Fight Fire"
3. New Colony Six: "At the River's Edge"
4. The Daily Flash: "Jack of Diamonds"
5. Lyme & Cybelle: "Follow Me"
6. The Choir: "It's Cold Outside"
7. The Rare Breed: "Beg, Borrow and Steal"
8. Sir Douglas Quintet: "She's About a Mover"
9. The Music Explosion: "Little Bit o' Soul"
10. The "E" Types: "Put the Clock Back on the Wall"
11. The Palace Guard: "Falling Sugar"
12. The Gestures: "Run, Run, Run"
13. The Rationals: "I Need You"
14. The Humane Society: "Knock, Knock"
15. The Groupies: "Primitive"
16. The Sonics: "Psycho"
17. The Lyrics: "So What!!"
18. The Lollipop Shoppe: "You Must Be a Witch"
19. The Balloon Farm: "A Question of Temperature"
20. Mouse & the Traps: "Maid of Sugar - Maid of Spice"
21. The Uniques: "You Ain't Tuff"
22. The Standells: "Sometimes Good Guys Don't Wear White"
23. The Mojo Men: "She's My Baby"
24. Unrelated Segments: "Story of My Life"
25. The Third Bardo: "I'm Five Years Ahead of My Time"
26. We the People: "Mirror of Your Mind"
27. The Shadows of Knight: "Bad Little Woman"
28. The Music Machine: "Double Yellow Line"
29. The Human Expression: "Optical Sound"
30. The Amboy Dukes: "Journey to the Center of the Mind"

### Box set Rhino, disco cuatro
1. The Chocolate Watchband: "Are You Gonna Be There (At the Love-In)"
2. The Leaves: "Too Many People"
3. The Brigands: "(Would I Still Be) Her Big Man"
4. The Barbarians: "Are You a Boy or Are You a Girl"
5. Sam the Sham & the Pharaohs: "Wooly Bully"
6. The Strangeloves: "I Want Candy"
7. The Kingsmen: "Louie Louie"
8. The Knickerbockers: "One Track Mind"
9. The Wailers: "Out of Our Tree"
10. Harbinger Complex: "I Think I'm Down"
11. The Dovers: "What Am I Going to Do"
12. The Charlatans: "Codine"
13. The Mystery Trend: "Johnny Was a Good Boy"
14. Clefs of Lavender Hill: "Stop - Get a Ticket"
15. The Monks: "Complication"
16. The Sonics: "The Witch"
17. The Electric Prunes: "Get Me to the World on Time"
18. The Other Half: "Mr. Pharmacist"
19. Richard & the Young Lions: "Open Up Your Door"
20. Paul Revere & the Raiders: "Just Like Me"
21. We the People: "You Burn Me Up and Down"
22. The Lemon Drops: "I Live in the Springtime"
23. Fenwyck: "Mindrocker"
24. The Rumors: "Hold Me Now"
25. The Underdogs: "Love's Gone Bad"
26. The Standells: "Why Pick on Me"
27. The Zakary Thaks: "Bad Girl"
28. Gonn: "Blackout of Gretely"
29. The Bees: "Voices Green and Purple"
30. Davie Allan & the Arrows: "Blues' Theme"

- Datos: Q744572